# Giai cấp tư sản
Trong triết học Marx, giai cấp tư sản (tiếng Pháp: bourgeoisie) là giai cấp xã hội sở hữu phương thức sản xuất trong quá trình công nghiệp hóa hiện đại và mối quan tâm trong xã hội của họ là giá trị và sự giữ gìn tài sản, đảm bảo cho việc duy trì vị trí kinh tế độc tôn của họ trong xã hội.
Giai cấp tư sản luôn chống lại giai cấp quý tộc và giáo hội Ki-tô.

## Từ nguyên
Từ bourgeois trong tiếng Pháp hiện đại (tiếng Pháp: [buʁʒwa]; tiếng Anh: /ˈbʊərʒ.wɑː, ˌbʊərˈʒwɑː/) có nguồn gốc từ burgeis trong tiếng Pháp cổ (thị trấn có tường bao), bắt nguồn từ bourg (thị trấn), từ burg trong ngôn ngữ Frank (thị trấn); trong các ngôn ngữ châu Âu khác, các dẫn xuất từ nguyên bao gồm burgeis trong tiếng Anh Trung cổ, burgher trong tiếng Hà Lan Trung cổ, bürger của tiếng Đức Trung cổ, burgess trong tiếng Anh hiện đại, burgués trong tiếng Tây Ban Nha, burguês trong tiếng Bồ Đào Nha và burżuazja trong tiếng Ba Lan, đôi khi đồng nghĩa với "Intelligentsia - giới trí thức". Theo nghĩa đen của nó, tư sản trong tiếng Pháp cổ (burgeis, borjois) có nghĩa là "người ở thị trấn".
Trong tiếng Anh, từ "bourgeoisie - tư sản" (giai cấp công dân Pháp) đã xác định một tầng lớp xã hội hướng đến chủ nghĩa duy vật kinh tế và chủ nghĩa khoái lạc, và để duy trì các lợi ích chính trị và kinh tế cực đoan của giai cấp thống trị tư bản. Vào thế kỷ 18, trước Cách mạng Pháp (1789-99), theo trật tự phong kiến Pháp, các thuật ngữ nam tính và tư sản đã xác định những người đàn ông và phụ nữ giàu có là thành viên của Hội nghị các Đẳng cấp thành thị và nông thôn - dân thường vương quốc Pháp, người đã hạ bệ mạnh mẽ chế độ quân chủ chuyên chế của vua Bourbon Louis XVI (r. 1774-91), giáo sĩ và quý tộc của ông trong Cách mạng Pháp 1789-1799. Do đó, từ thế kỷ 19, thuật ngữ "tư sản" thường đồng nghĩa về mặt chính trị và xã hội học với giới thượng lưu cầm quyền của một xã hội tư bản.
Trong lịch sử, từ bourgeois (tư sản) trong tiếng Pháp trung cổ biểu thị cư dân của bourg (thị trấn có tường bao quanh). Thợ thủ công, nghệ nhân, thương nhân và những tầng lớp khác, tạo thành "giai cấp tư sản". Họ là tầng lớp kinh tế xã hội giữa nông dân và địa chủ, giữa công nhân và chủ sở hữu của các tư liệu sản xuất. Khi các nhà quản lý kinh tế của nguyên liệu (thô), hàng hóa và dịch vụ, và do đó tư bản (tiền) được tạo ra bởi nền kinh tế phong kiến, thuật ngữ "bourgeoisie-tư sản" đã phát triển để biểu thị tầng lớp trung lưu - doanh nhân tích lũy, quản lý và kiểm soát tư bản có thể tạo ra sự phát triển của các thị trấn (bourg) thành các thành phố.

### Lý thuyết mácxít

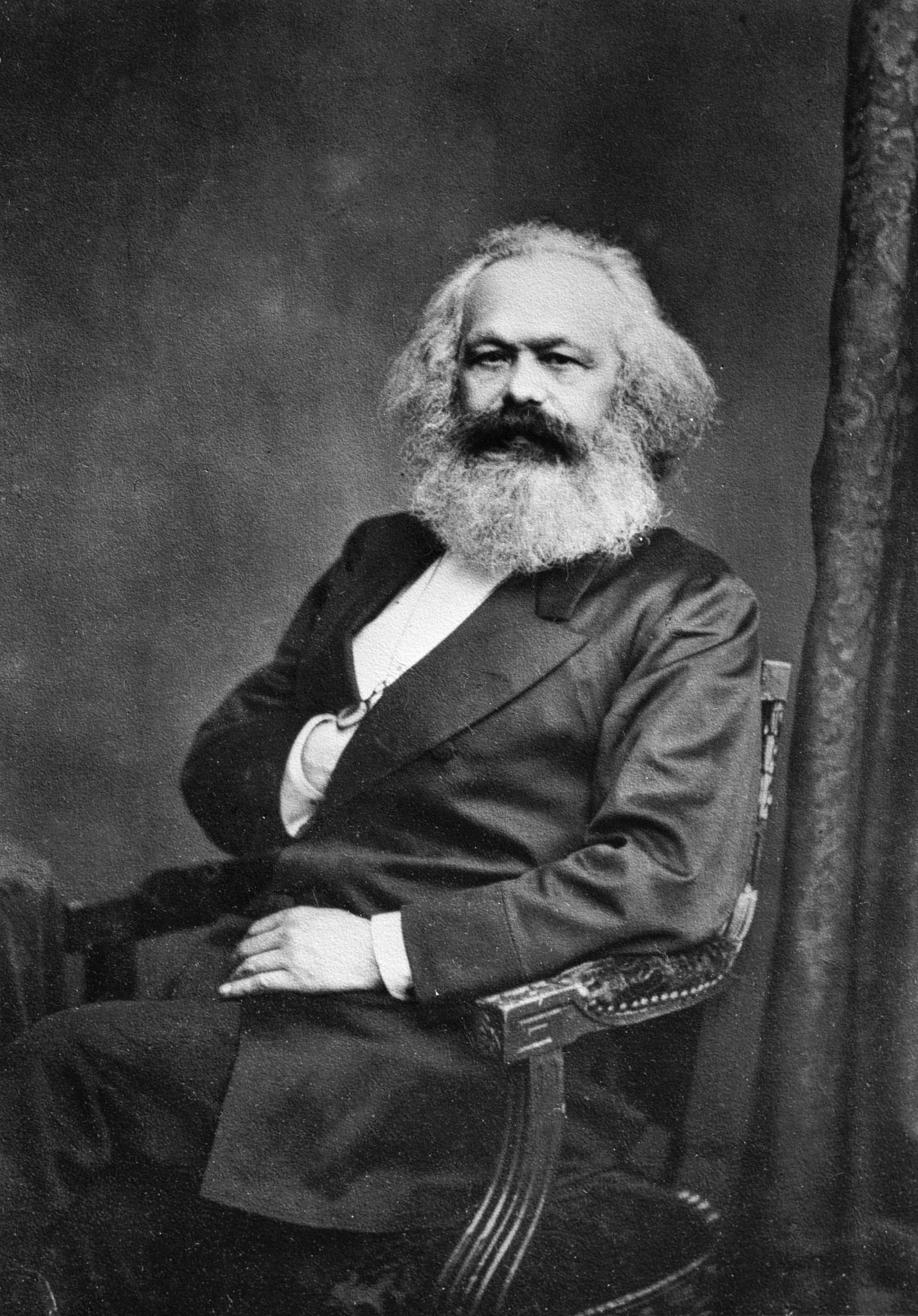
Karl Marx

### Tiêu thụ phô trương

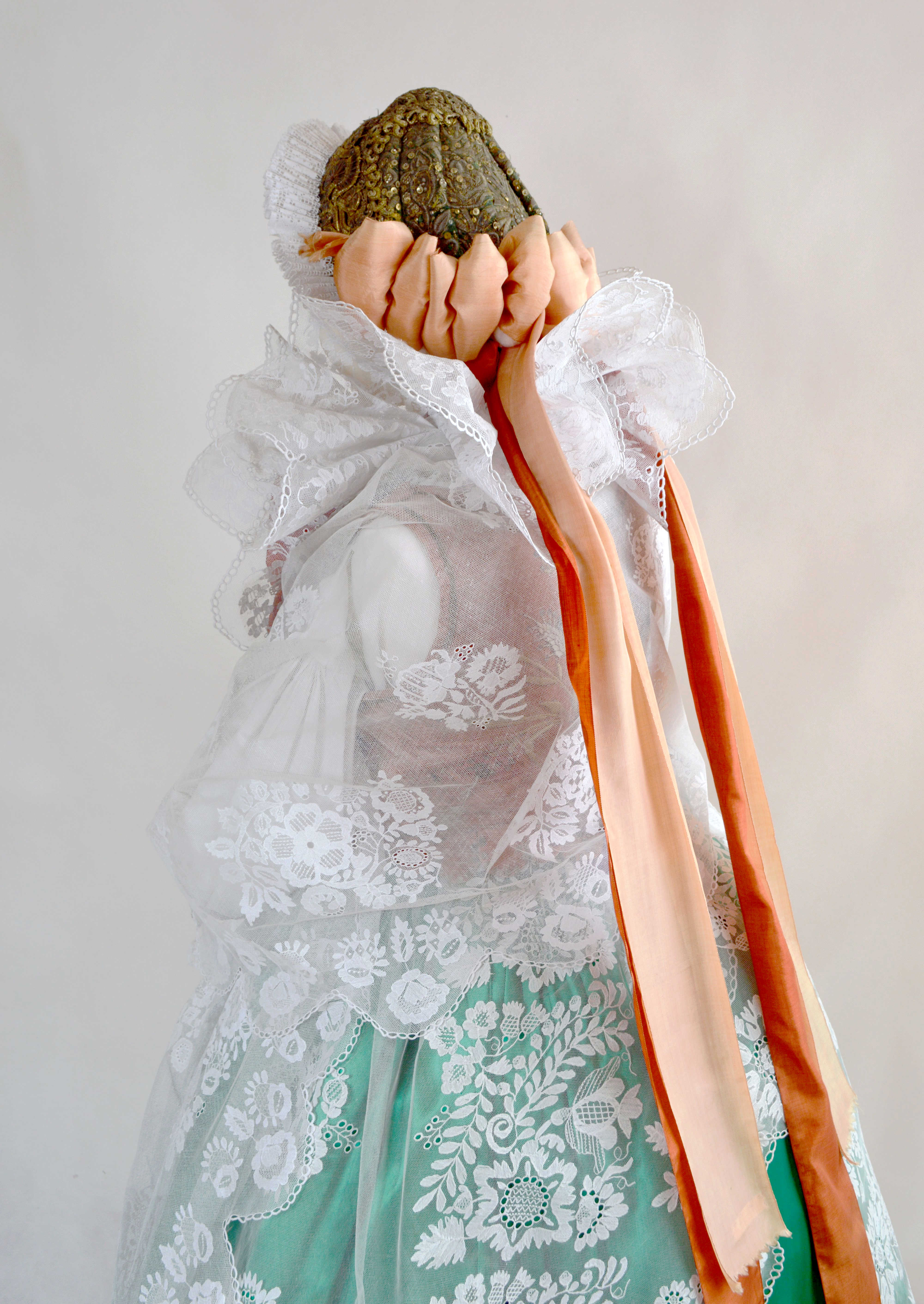
Quần áo được mặc bởi các quý bà thuộc giai cấp tư sản Żywiec, Ba Lan, thế kỷ 19 (bộ sưu tập của Bảo tàng thành phố Żywiec)

## Lịch sử